# Saint-Mary-le-Plain
Saint-Mary-le-Plain è un comune francese di 158 abitanti situato nel dipartimento del Cantal nella regione dell'Alvernia-Rodano-Alpi.

## Società

### Evoluzione demografica
Abitanti censiti